# Oriovac
Oriovac är en ort i Kroatien.   Den ligger i länet Brod-Posavina, i den östra delen av landet, 160 km sydost om huvudstaden Zagreb. Oriovac ligger 120 meter över havet och antalet invånare är 2 031.
Terrängen runt Oriovac är platt österut, men västerut är den kuperad. Terrängen runt Oriovac sluttar söderut. Runt Oriovac är det ganska glesbefolkat, med 38 invånare per kvadratkilometer. Närmaste större samhälle är Pleternica, 14,1 km norr om Oriovac. I omgivningarna runt Oriovac växer i huvudsak lövfällande lövskog.